# Tina Bøttzau
Tina Bøttzau (Kolding, 29 de agosto de 1971) es una ex jugadora de balonmano de la selección danesa, dos veces campeona olímpica y campeona del mundo.

## Trayectoria
Conquistó sus dos medallas de oro con el equipo nacional danés en los Juegos Olímpicos de Verano de 1996 en Atlanta  y en los Juegos Olímpicos de Verano de 2000 en Sídney, así como en el Campeonato Mundial de 1997.

### Clubes
- 1989-1991: Kolding IF Håndbold
- 1991-1995: IK Skovbakken
- 1995-1997: GOG
- 1997-2001: IK Skovbakken

Después de su carrera en el balonmano, trabajó como profesora.